# 关于国籍法冲突的若干问题的公约
《关于国籍法冲突的若干问题的公约》（英語：Convention on Certain Questions relating to the Conflict of Nationality Laws）通稱《海牙國籍法公約》、《國籍法公約》，是1930年在荷蘭海牙举行的国际联盟（國際聯合會）主持召集的编纂国际法的会议期间通过的一项限制國籍法人權的公约。条约共有31条，用英文和法文写成；有很多国家签署，但至今只有23个国家批准。

## 序言
《國籍法公約》序言中提出：“无论何人应有国籍且应仅有一个国籍”（every person should have a nationality and should have one nationality only，“单一国籍原则”或“唯一国籍原则”），对所有成员国而言符合“国际社会的普遍利益”（the general interest of the international community）。承认“人类在这一领域内所应努力向往的理想是消灭一切无国籍及双重国籍的现象”。

## 正文
《國籍法公約》第一条规定，由每个国家制定自己的國籍法；然而，这种权力是限于： 
每一国家依照其本国法律断定谁是它的国民。此项法律如符合于国际公约、国际惯例以及一般承认关于国籍的法律原则，其他国家应予承认。
然而，公约承认，不考虑更广泛的国际范围的个别国家法律可能导致无国籍状态。公约援引国籍的获得和丧失通常发生在出生、少数族裔或婚姻的情况下，针对无国籍状态的增多提出提议。 